# Exponale

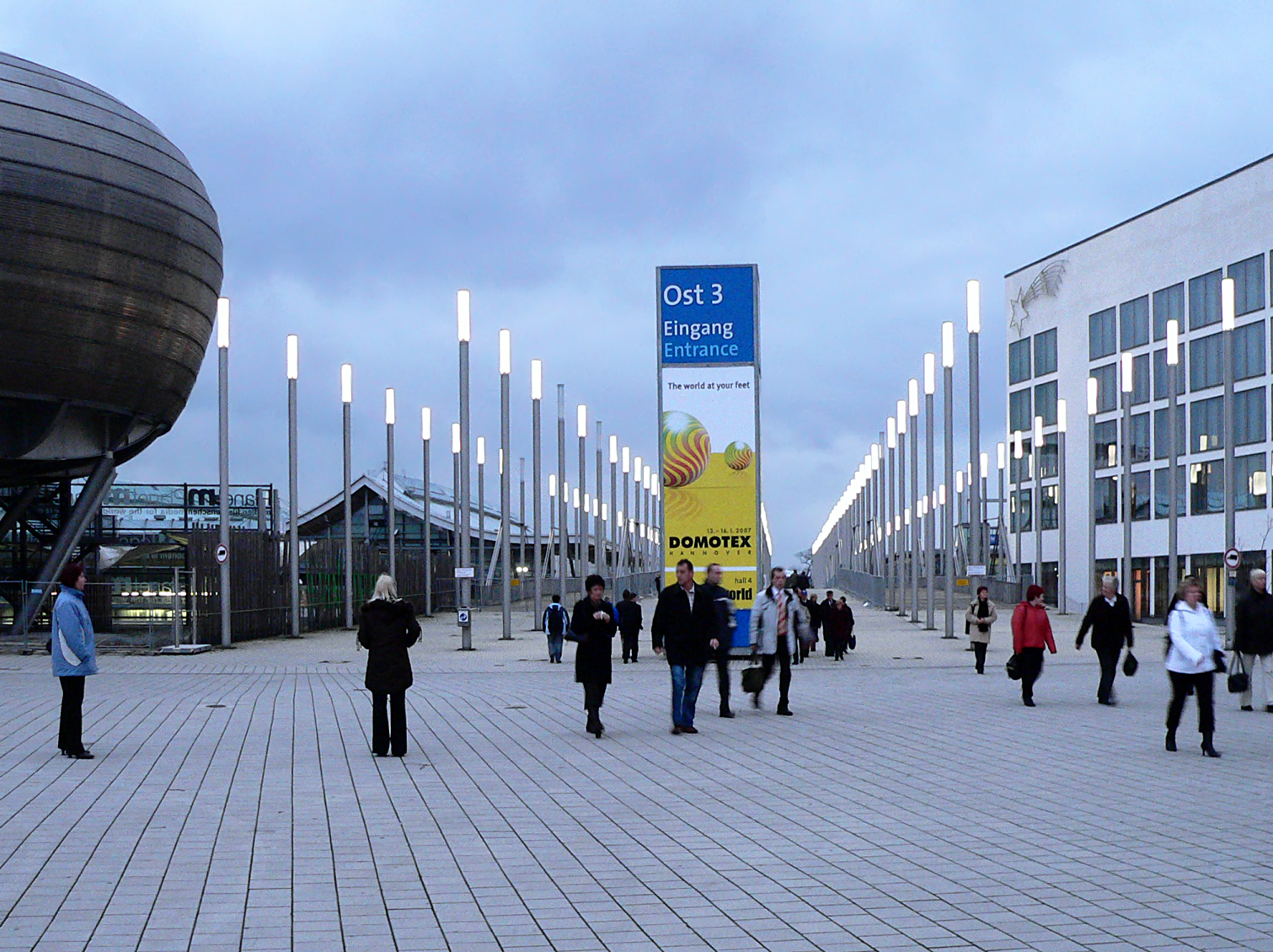
Ostseite der Exponale, links ehemaliger Bertelsmann-Pavillon (Planet-M), rechts Radisson Blu Hotel Hannover

Die Exponale oder auch Fußgängerbrücke Nord in Hannover ist eine außergewöhnlich breite und lange Fußgängerbrücke, die sich auf dem ehemaligen Expo-Gelände im Stadtteil Mittelfeld befindet.
Die Brücke wurde nach zweijähriger Bauzeit im Jahre 2000 zur damaligen Expo 2000 in Hannover eröffnet. Die Stahl- und Stahlbetonkonstruktion hat eine Länge von 127 Metern und eine Breite von ursprünglich 30 Metern, inzwischen 15 Meter. Die Stahlstützen der Brücke setzten sich nach oben hin als Leuchtstelen fort, die nachts den Eindruck von Leuchtstäben erwecken.

## Lage und Funktion der Brücken

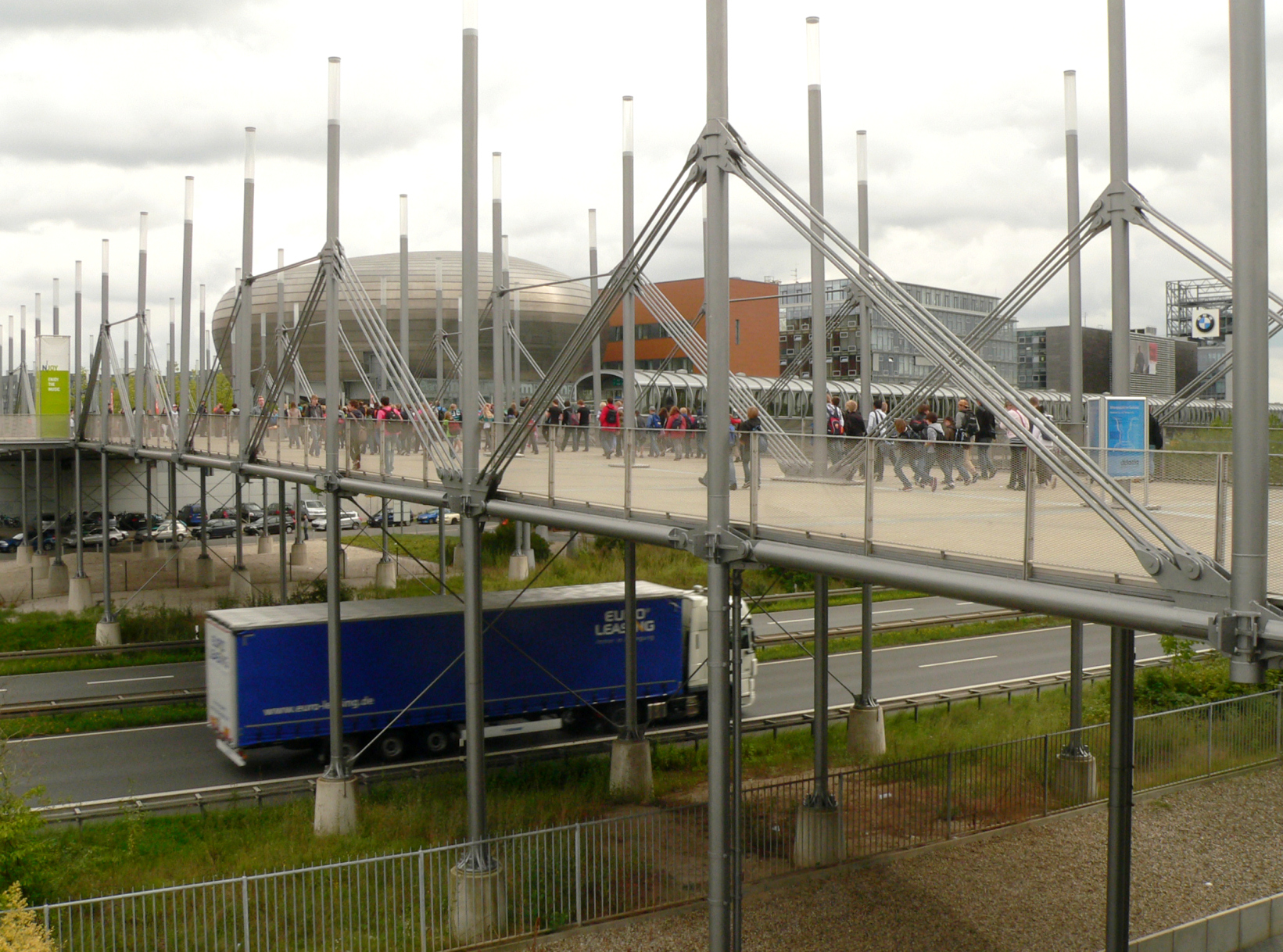
Blick von West nach Ost

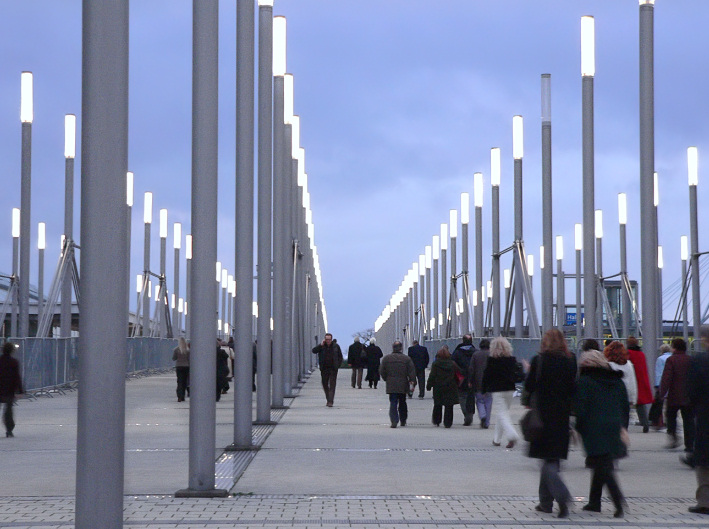
Fußgänger auf der Exponale

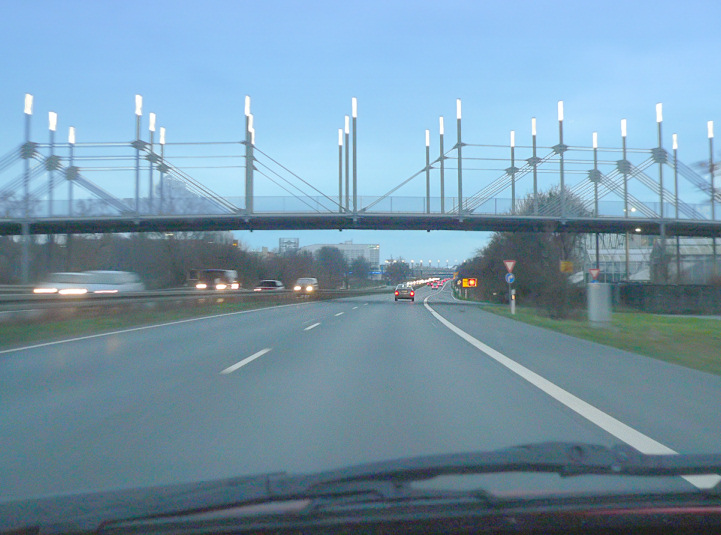
Fußgängerbrücke Nord vom Messeschnellweg gesehen

Die Exponale überspannt den Messeschnellweg und verbindet so die beiderseits dessen liegenden Geländeteile. Sie beginnt am westlichen Auslauf der Expo Plaza und somit am westlichen Rand des ehemaligen östlichen Areals der Weltausstellung. Sie überbrückt dort zuerst eine noch zur Expo Plaza gehörende Straße, dann den Messeschnellweg und zuletzt die kleinere Straße am Rand des Messegeländes. Die Brücke führt auf das Dach der Halle 8. Die anschließende große Freitreppe mündet etwa 130 m innerhalb des Messegeländes, dem Westareal der Expo 2000 und entlässt den Besucher mit Blick auf das Convention Center. Kurz vor der Mitte der Brücke befindet sich eine Anbindung zum Parkhaus und Parkplätzen im Süden in Form einer kleineren, im rechten Winkel abzweigenden Fußgängerbrücke.
Für die EXPO wurden noch drei weitere ähnliche Brücken gebaut. Davon führen je eine nördlich und südlich der Exponale (Brücke Nordost, Brücke Süd) über den Messeschnellweg. Die Brücke Süd führt vom Leine-Einkaufszentrum und der Stadtbahn-Haltestelle Laatzen-Zentrum zum ehemaligen Eingang EXPO-Süd, heute gelangt man über diese zum Kaufhaus IKEA, den Jemen-Pavillon und dem EXPO-Wal-Pavillon. Die Brücke Nordost führt vom heutigen Messe-Eingang Ost 2 hinter der Halle 3 zu den Parkplätzen Ost. Eine weitere Brücke (Ost) führt von der Ostseite der Expo Plaza über die Weltausstellungsallee hinweg zur Endhaltestelle der Stadtbahnlinie 6.
Die Exponale ist jedoch die berühmteste, da sie als einzige mögliche Verbindung zwischen den zwei Ausstellungsflächen (von einer Seilbahn einmal abgesehen) täglich von Tausenden Besuchern frequentiert wurde.

## Geschichte seit dem Jahr 2000
Zum Zeitpunkt ihrer Eröffnung war die Exponale die größte Fußgängerbrücke Europas. Die Veranstalter der Expo gaben an, dass man die Brücke auf Grund ihrer Ausmaße vom Flugzeug aus sehen kann.
An allen vier Brücken (Exponale, Nordost, Ost und Süd) und an den Lichtstelen sind verwittert die Reste des Schriftzuges Preussag zu erkennen. Das Unternehmen hatte die Brücken zu einem großen Teil mitfinanziert, hieß aber bereits 2002 TUI.
Exponale hieß im Jahre 2000 auch das Filmfestival zur EXPO.
Aufgrund hoher Sanierungskosten der beiden äußeren, mit Douglasienholz belegten Brückensegmente wurde im Juli 2009 mit dem Rückbau auf die Hälfte der Brückenbreite (15 Meter) begonnen. Ebenfalls werden etwa 32 der 174 Leuchtstelen abgebaut.